# Peveril William-Powlett
Peveril Barton Reiby Wallop William KCB KCMG CBE DSO (Abergavenny, 5 de março de 1898 - Honiton, 10 de novembro de 1985) foi um oficial da Marinha Real, tendo chegado ao ponto de Vice-almirante e o Comandante-em-Chefe da Estação do Atlântico Sul.

## Carreira naval
William-Powlett frequentou a Escola Cordwalles e se juntou à Marinha Real como aspirante em 1914, e serviu na Primeira Guerra Mundial, especializado em sinais. Desportista experiente, ele jogou râguebi pela Inglaterra em 1922. Ele serviu na Divisão da Nova Zelândia de 1931 a 1936 e comandou o navio-escola de cadetes HMS Frobisher em 1939.
Em 1935, ele foi premiado com a Medalha Jubileu de Prata do Rei George V.
Ele serviu na Segunda Guerra Mundial como Director of Manning no Almirantado e, mais tarde, comandou o cruzador HMS Fiji que foi afundado durante a Batalha de Creta em 1941. Ele foi nomeado Chefe do Estado Maior da Força H em Gibraltar, em 1941 e, em 1942, comandou o HMS Newcastle. Ele se tornou o capitão da frota na Frota Nacional em 1944.
Após a guerra, ele comandou o Royal Naval College, em Dartmouth, e depois tornou-se secretário naval em 1948. Ele passou a ser oficial de bandeira (Destroyers) na frota do Mediterrâneo em 1950 e Comandante-em-Chefe a Estação do Atlântico Sul em 1952. Ele se aposentou em 1954.
Na reforma, ele serviu como governador da Rodésia do Sul de 1954 até 1959.

## Família
Em 1923, ele se casou com Helen Constance Crombie; eles tiveram três filhas. Após a morte de sua primeira esposa, ele se casou com Barbara Patience William-Powett, viúva de seu irmão, em 1966.
A sua segunda filha, Helen, casou-se com Henry Bruce, de Salloch, e foi mãe do comentador real Alastair Bruce of Crionaich.